# Dina Gellert
Dina Gellert Nielsen (født 1961 i Haderslev) er en dansk autodidakt tegner, illustrator og tegnefilmsanimator.
Gellert har i mange år arbejdet med tegnefilm i Danmark og Paris.
Siden 1993 har hun været selvstændig illustrator. Hun har tegnet alle bøger i serien Villads fra Valby fra starten i 2009.
i 2009 modtog hun sammen Elin Bing for bedste billedbog, Bamses allergo'este bog, Orla-prisen.